# Panthères Football Club
O Panthères Football Club é um clube de futebol do Benim com sede em Djougou. Disputa a Ligue 1 beninense, correspondente à primeira divisão nacional.